# 沖繩島戰役
冲繩島戰役（又称沖繩戰役），盟军代號為“冰山行動”，是在琉球群島中冲繩本島進行的一場戰役，也是第二次世界大戰太平洋戰場中規模最大的兩棲登陸行動以及最後一場戰役。戰役從1945年4月上旬開始持續到6月中旬，為期82天。
經過漫長的跳島戰役，盟軍逐漸逼近日本本土，並計劃利用沖繩這個距離日本本土僅340英里的島嶼作為空中作戰基地，以實行戰略中進攻日本本土的計畫（代號沒落行動）。美軍第10軍團為地面作戰總指揮，下轄包括美國陸軍第24軍的4個師，包括美軍第7步兵師、第27師、第77師和第96師，以及美國海軍陸戰隊第3軍第1師和第6師提供在陆地上必要的支援，第2師則作為兩棲預備隊。入侵行動得到海軍、兩棲和戰術空中部隊的支援。
這場戰役在英文稱為“Typhoon of Steel”，在日語稱為“铁雨”（tetsu no ame）或“铁暴风”（tetsu no bōfū），反映出戰鬥之激烈、火力之密集。該戰役是第二次世界大戰太平洋战争中傷亡人數最多的戰役。日方共有超過10萬名日軍戰死或被俘，盟軍遭受的人員傷亡亦超過8萬人。此外數萬名當地平民喪生、受傷或被迫自殺。冲繩的戰鬥結束數星期後，美軍決定使用原子彈轟炸廣島和長崎，最終迫使日本投降。

## 日本的準備
由於相信沒有足夠力量防守全島，牛島滿中將集中力量保衛歷史古都首里，包括建築在陡峭山脊的古代琉球王國之王宮首里城，這令日本可在此建立重要防線。
在太平洋戰爭早期，日軍在沖繩島建築大量防禦工事，而且擁有大量坦克及火炮，這有賴於大量物資供應、數以千計之軍隊及過去三年同美國之作戰經驗，他相信島上之防衛是美軍在戰爭中所面對最堅強的，但他同時相信不能阻止盟軍推進，只能減慢推進速度。
海軍方面，主力艦隻僅剩下長門號、矢矧號、大和號和「不死雪風」雪風號及數艘小型船艦，本要投入此役的信濃號航空母艦則稍早在日本港口就被美軍射水魚號潛艇擊沉。
百姓方面，1945年3月23日沖繩當地學校組織姬百合學徒隊支援沖繩島上防守的日軍，兩校的女學生222人和領隊的教師18名共240人所成的學徒隊被調動為沖繩陸軍醫院的看護人員。

## 戰鬥序列

### 陸上
美軍之登陸行動由美國第10軍團負責，由西蒙·博利瓦·巴克納二世中將指揮，該軍團下轄有2個軍，美國海軍陸戰隊第3遠征軍由羅伊·蓋格少將指揮，包括美國第1海軍陸戰師及美國第6海軍陸戰師，及美國陸軍第24軍由約翰·R·霍奇指揮，包括第7步兵師及第96步兵師。美國第2海軍陸戰師、陸軍第27步兵師及第77步兵師作為後備力量。第10軍團共有美國陸軍102,000人、美國海軍陸戰隊88,000人及美國海軍18,000人。

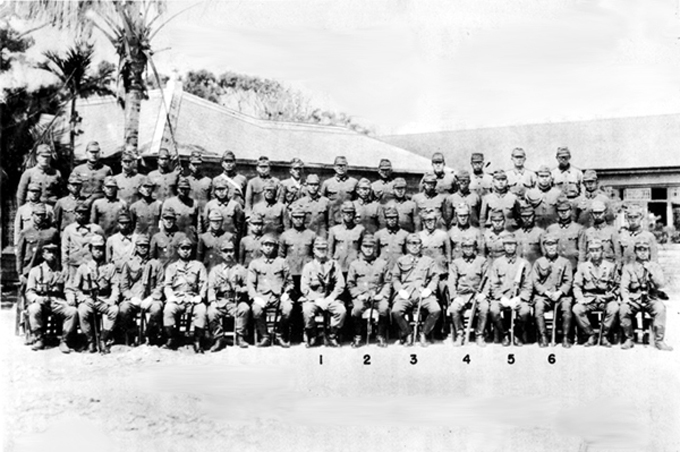
1945年2月，日本第32軍指揮官全體合照

日軍守備部隊主要是有77,000人之日本第32軍，下轄日軍第9師團、日軍第24師團、日軍第62師團及獨立混成第44旅團。但第9師團在戰役開始前調往台灣，是日軍防衛計劃之一大失誤。南部守軍由牛島滿中將、助手長勇少將及八原博通大佐指揮，長勇比較進取，八原博通則較為保守。北部守軍由宇土武彥大佐指揮。

### 海上
進攻沖繩島的美國海軍主力為第5艦隊，由雷蒙德·阿姆斯·斯普魯恩斯海軍上將任艦隊指揮官，主要空中攻擊兵力仍由馬克·米切爾指揮的第58特混編隊提供，由於英國皇家海軍亦派出一支艦隊加入第5艦隊，因此沖繩島戰役中盟軍的空中主力有北面的第58特混編隊以及南面的第57特混編隊（即英國太平洋艦隊）。

#### 美國海軍
美國海軍提供大量船艦及飛機參與這次軍事行動，大部份戰鬥機、俯衝轟炸機及戰鬥轟炸機都是美國海軍航空母艦軍機。日軍自從雷伊泰灣海戰已採用神風特攻戰術，但這次這戰術成為日軍的主要防禦戰術。從4月1日至5月25日，日航空軍第8飛行師團與第6航空軍發動了7次神風特攻攻擊，出動了超過1,500架戰機，擊沉大量美軍艦艇，另外擊傷25艘。盟軍在沖繩島參戰的艦艇超過1,300艘，包括40艘航空母艦、18艘戰艦及超過200艘驅逐艦，美國海軍在此戰役承擔之部份遠超過戰爭中之其他戰役。

#### 英联邦
雖然登陸部份完全由美軍承擔，英國皇家海軍的太平洋艦隊（BPF；美國海軍番號第57特混艦隊）提供了盟軍大約25%的空中力量（450架飛機），總共50艘艦艇，其中17艘是航空母艦。英國航空母艦的裝甲甲板更能抵禦神風特攻隊的攻擊，代價則是每艘航空母艦搭載艦載機的數量較少。儘管英联邦所有的航空母艦是由英國提供，航空母艦戰鬥群是由英聯邦國家包括英國、加拿大海軍、新西蘭海軍和澳大利亞海軍艦艇和人員的艦隊組成。他們的任務是攻擊壓制日本先島群島的機場，並提供空中掩護以應付日本的神風攻擊。

## 海上戰役

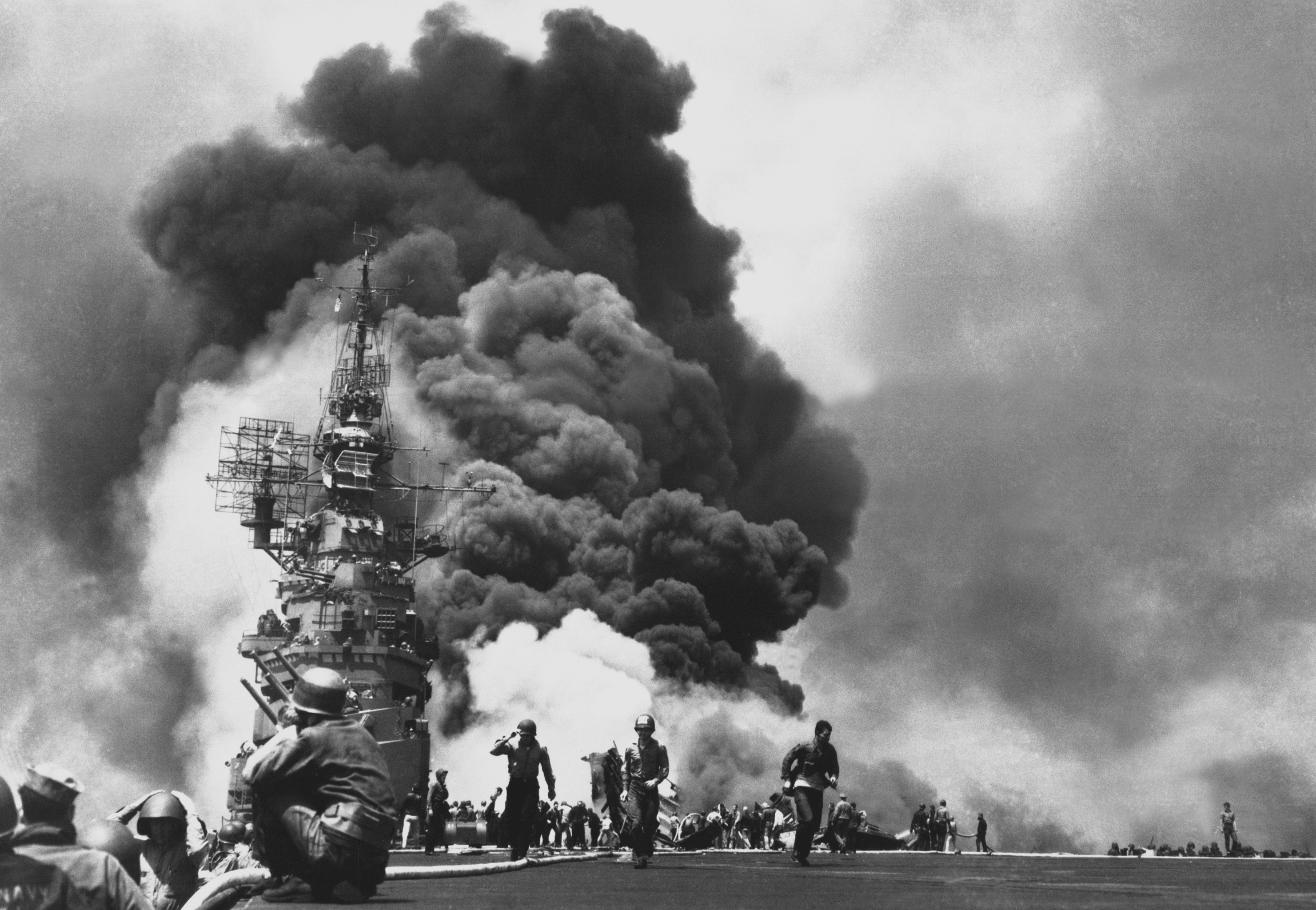
美國邦克山號航空母艦因神风特攻隊攻擊而重創

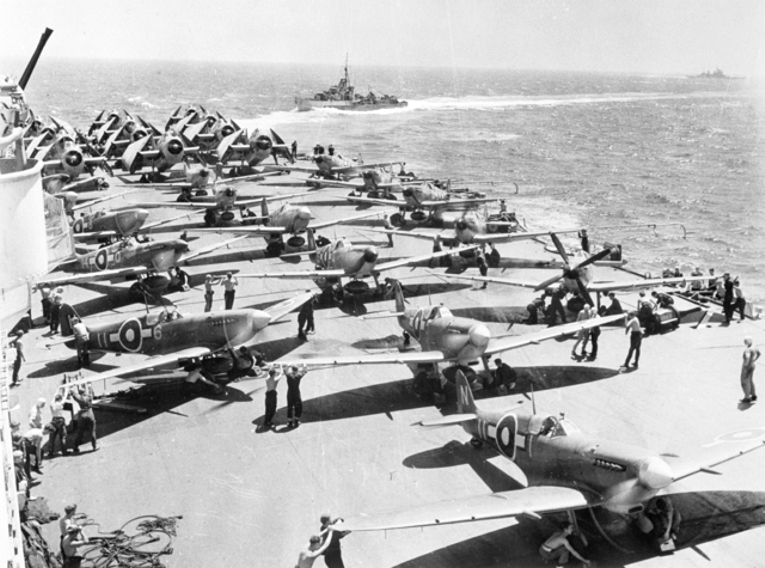
英國皇家海軍的TBF復仇者式轟炸機、超級馬林海火式及費爾雷螢火蟲戰鬥機正在怨仇號航空母艦甲板上待命出擊。

英國皇家海軍太平洋艦隊之任務是對付先島群島之日本空中力量，該作戰從3月26日開始至4月10日結束，任務非常成功。在4月10日艦隊把注意力轉向臺灣北部機場，艦隊在4月23日撤回聖貝納迪諾灣。雖然對美國海軍來說十分普通，但這是英國海軍在海上進行最長時間之任務。
5月1日英國太平洋艦隊再次出動，攻擊之前的機場，但這次還實施炮擊。雖然數次神風特攻隊攻擊造成重大損失，但由於英國之航空母艦使用裝甲甲板，因此其損傷較為輕微。
在歷時3個月之沖繩島戰役中，日軍共出動1,900架神風特攻隊自殺飛機，擊沉數十艘盟軍艦艇及令超過5,000名美軍水手陣亡，而己方損失了1,465架神風飛機（2,200架其他日本和美國的763架飛機也受到摧毀，其中包括擊毀在地面者）。這些失去的是較小的船隻，尤其是負責雷達警戒的驅逐艦，以及護航驅逐艦和登陸艦。雖然沒有擊沉大型的盟軍軍艦，但數艘艦隊航空母艦卻受到嚴重破壞。而日軍亦使用以陸上為基地的摩托艇（震洋艇）來實施自殺攻擊。
緊張戰況及曠日持久的戰事迫使海軍上將切斯特·尼米茲採取前所未有的紓緩措施令其主要海軍指揮官可以休養生息。由於艦隊指揮官的更替，美國海軍在戰役開始時是第5艦隊及由海軍上將雷蒙德·斯普魯恩斯指揮，但它最終改為威廉·海爾賽上將率領的第3艦隊。

### 大和特攻艦隊的覆滅

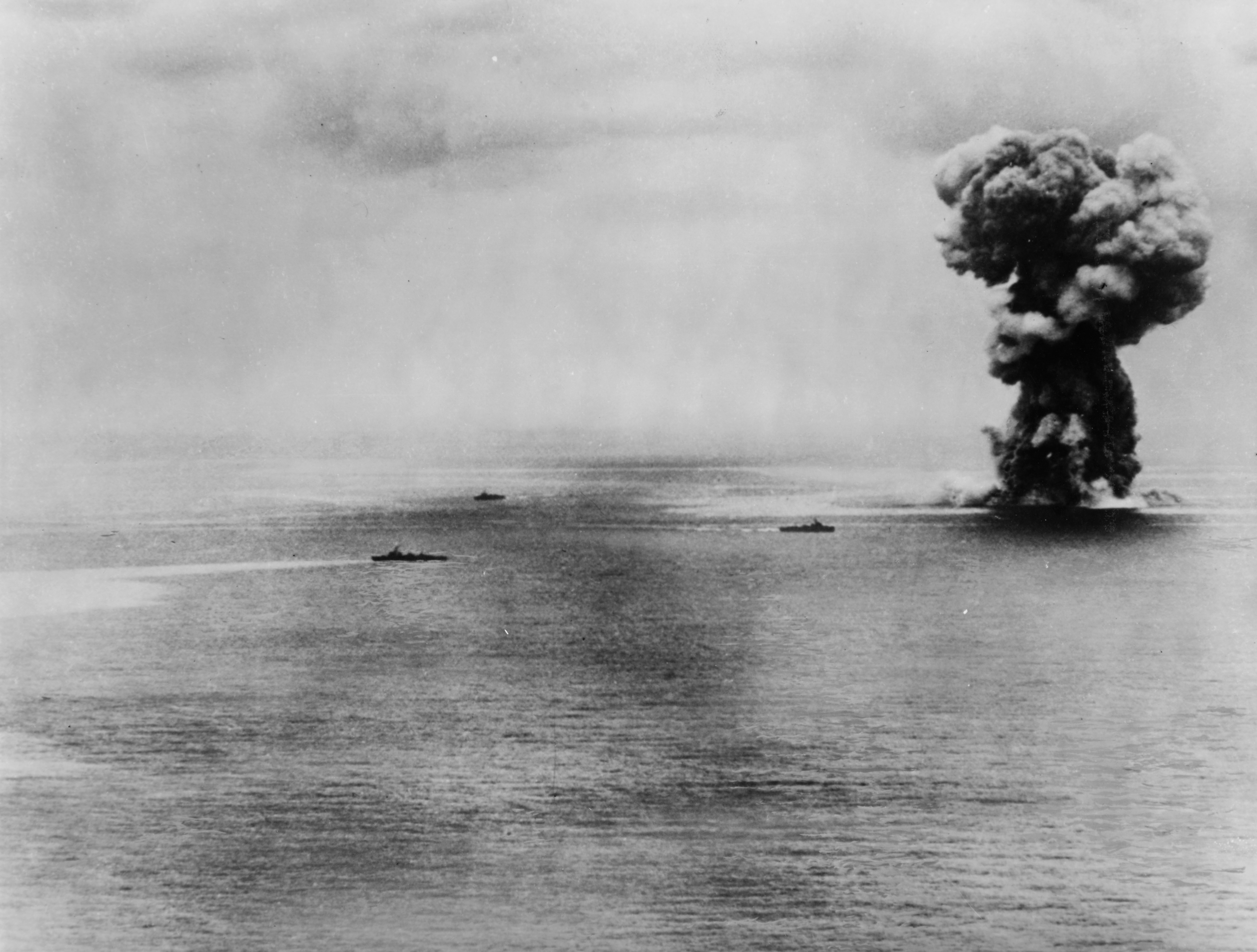
日本超級戰艦“大和號”爆炸沈沒

最戲劇性之海上作戰出現在遠離沖繩島的海面上：日本一支水面艦隊在超級戰艦大和號率領下進行攻擊，以吸引盟軍飛機來增加神風特攻隊攻擊盟軍艦艇成功的機會。如果到達沖繩島就衝上海灘使用其大炮作為炮台，其水兵則上岸作為戰鬥士兵。但是由於日軍已經失去制空權，在沒有飛機保護的情況下，大和號自身也等於在進行自殺任務。
大和號與其它參與天號作戰的軍艦在離開瀨戶內海後很快就暴露行蹤。在超過300架艦載機連續兩天攻勢下，這艘全世界最大之戰艦在1945年4月7日被擊沉。美軍的魚雷轟炸機收到命令，只攻擊其中一邊以阻止戰艦進水平衡，或是攻擊裝甲最薄弱的船尾或舷側。部份陪同大和號的軍艦，包括巡洋艦「矢矧」、驅逐艦「霞」亦遭擊沉。沉沒後，日本海軍停止行動，再沒有參與戰役的其餘部份。

## 陸上戰役

一幅美軍在該戰役之行動示意圖

陸上戰役從1945年3月26日開始，歷時共87天。
首批登陸士兵屬於美軍第77步兵師，他們於1945年3月26日在慶良間群島登陸，此處距離沖繩島15英哩，慶良間群島戰事持續了5天。在這一系列戰事中，第77步兵師共有31人陣亡及81人受傷，而日軍共有650人死亡及被俘。該行動為艦隊提供了錨地，也消除了自殺摩托艇的威脅。3月31日，美國海軍陸戰隊兩棲偵察營在無人防守的慶伊瀨島登陸，並在灘頭陣地安裝155毫米長腳湯姆炮以支援進攻沖繩島。

### 沖繩島北部戰事

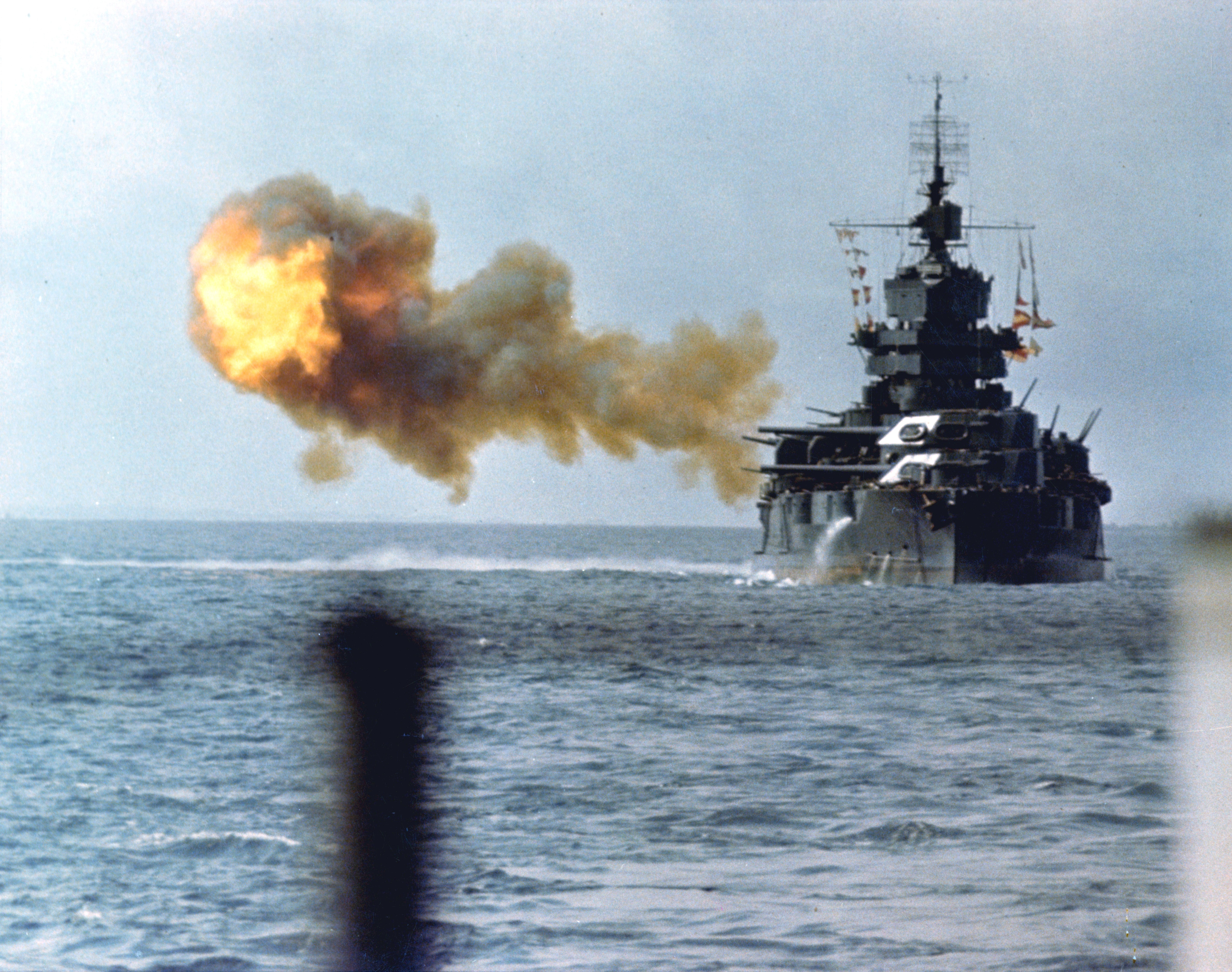
“新墨西哥級”BB-42 愛達荷號戰艦於1945年4月1日砲擊沖繩島

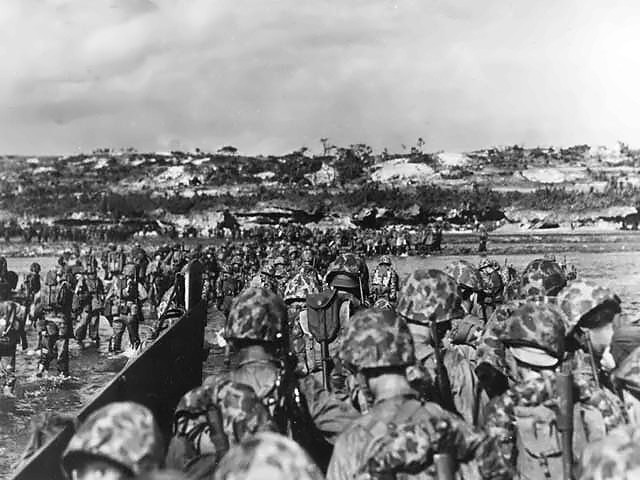
1945年3月31日，美國海軍陸戰隊的增援部隊支援灘頭陣地

主要登陸行動在L日 - 4月1日由美國海軍陸戰隊第3遠征軍和第24軍在沖繩島西部之度具知海灘進行，這一天是1945年之復活節星期日及愚人節，美國海軍陸戰隊第2師在東南部的湊川海灘登陸佯攻以迷惑日軍及牽制其後備力量。
第10軍團以第二次世界大戰標準來說相對輕易地橫越島的中南部，攻佔讀谷機場及嘉手納機場。由於抵抗微弱，巴克納中將決定提前進行第2階段計畫 - 攻佔沖繩島北部。美國海軍陸戰隊第6師進攻石川地峽，該地到處都是山嶺和木林，日軍集中在八重岳，此處位於本部半島的陡峭石壁及地峽之中，該地之激烈戰鬥直到海軍陸戰隊於4月18日肅清該地為止。
與此同時，美軍第77步兵師於4月16日攻佔半島西面對開之伊江島，除了傳統武器外，第77步兵師亦發現一些自殺炸彈及由當地婦女做的長矛。該地之激烈戰鬥直到4月21日宣佈佔領伊江島為止，之後此地變成另一個空襲日本的基地。
有些美軍士兵發現此地有許多毒蛇，因此穿著厚重的軍靴以避免毒蛇襲擊。

### 沖繩島南部戰事

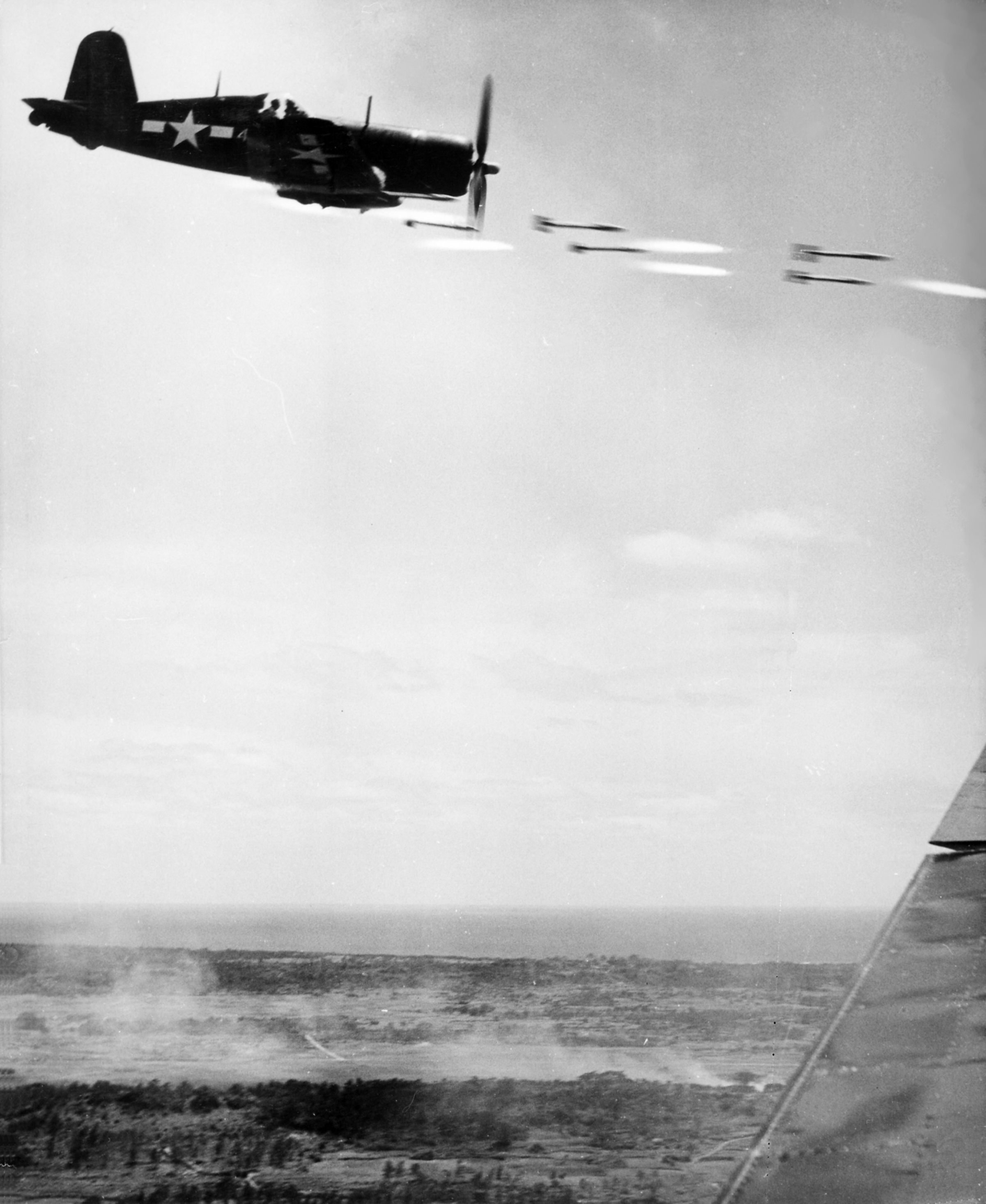
一架美國海軍F4U海盜式戰鬥機發射空對地火箭以支援沖繩島上的軍隊

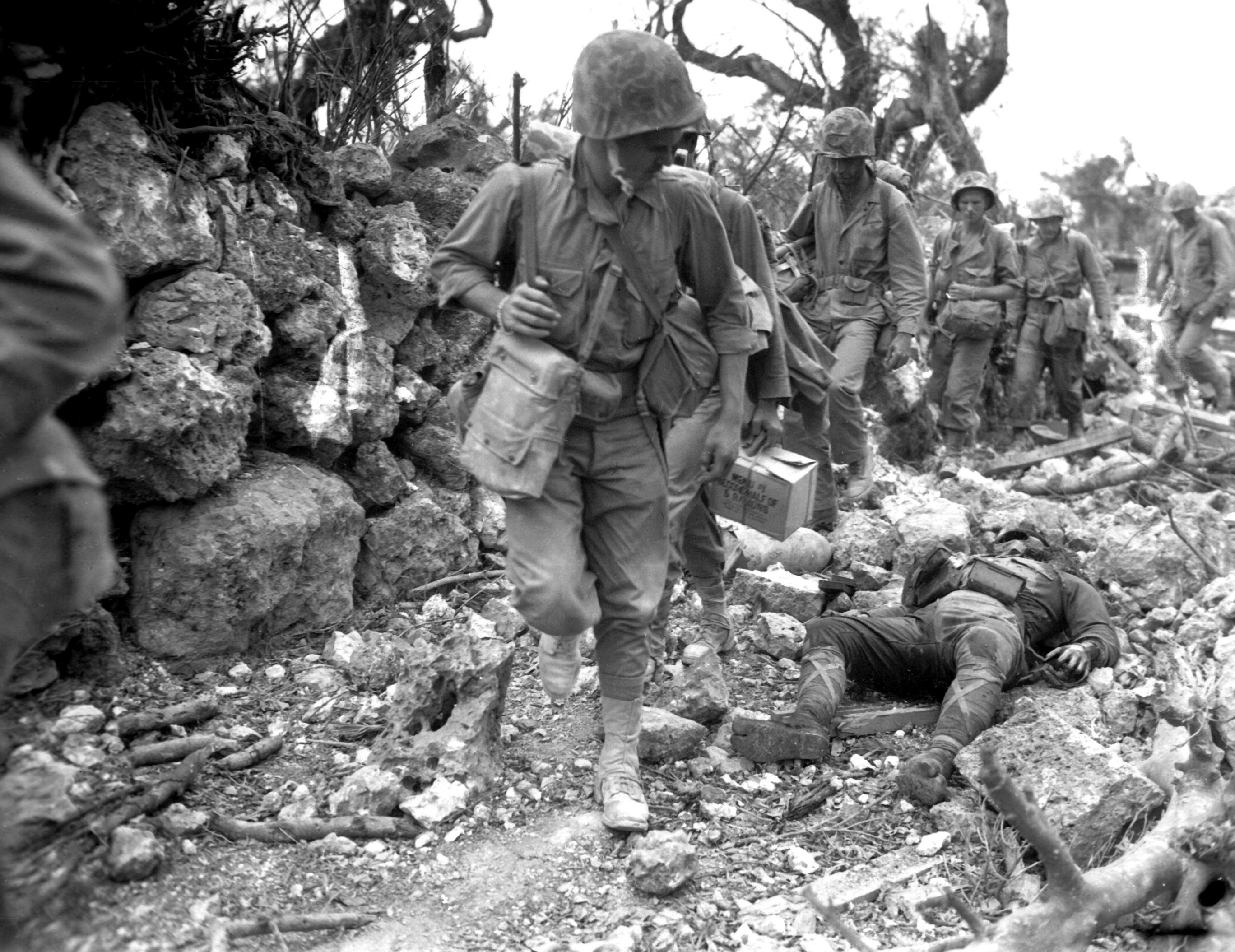
美國海軍陸戰隊士兵穿過一個已毀於戰火的村莊，路旁有陣亡的日軍士兵

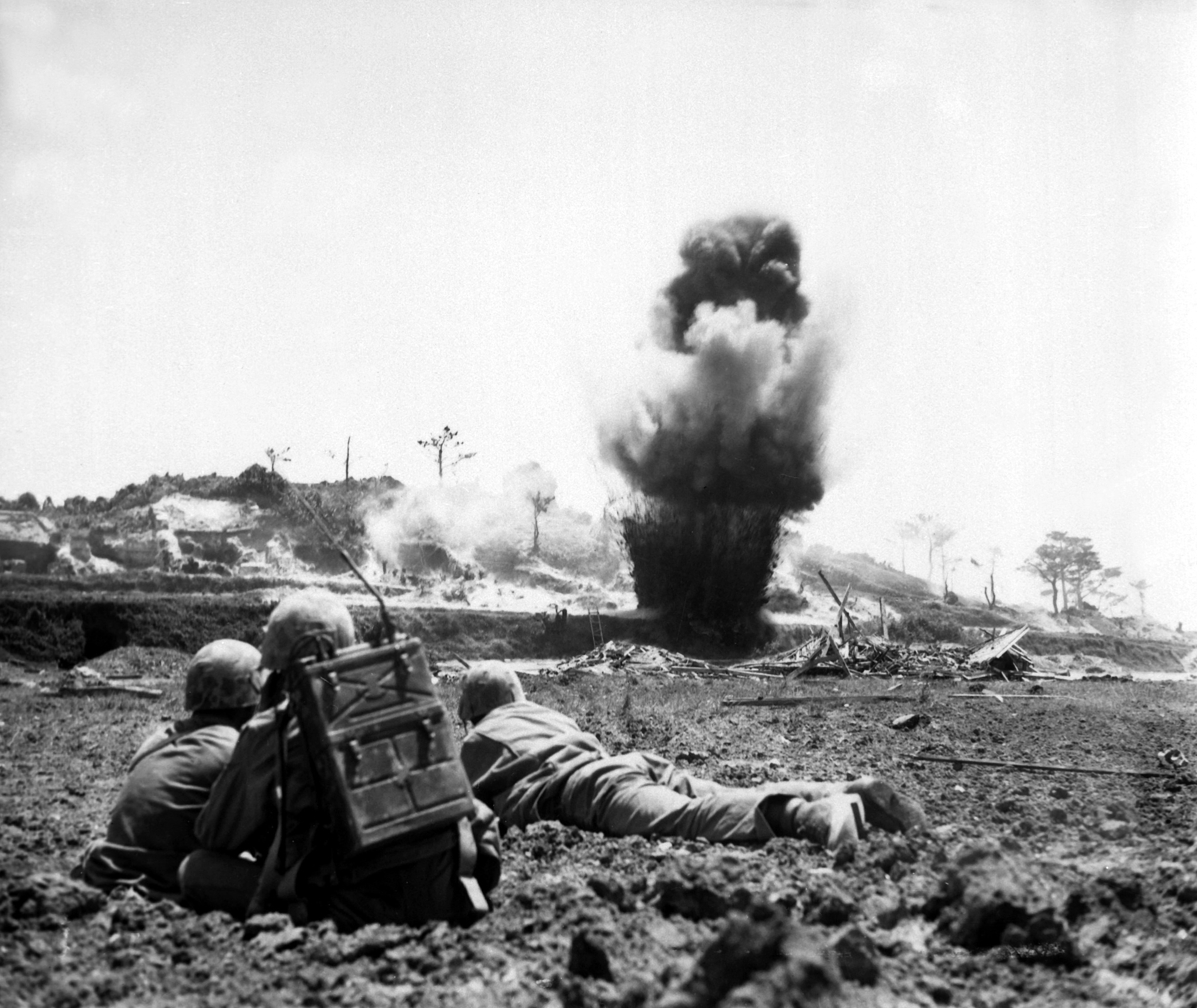
一名海軍陸戰隊第6師的爆破兵正觀看一個炸藥引爆並摧毀一個日軍碉堡

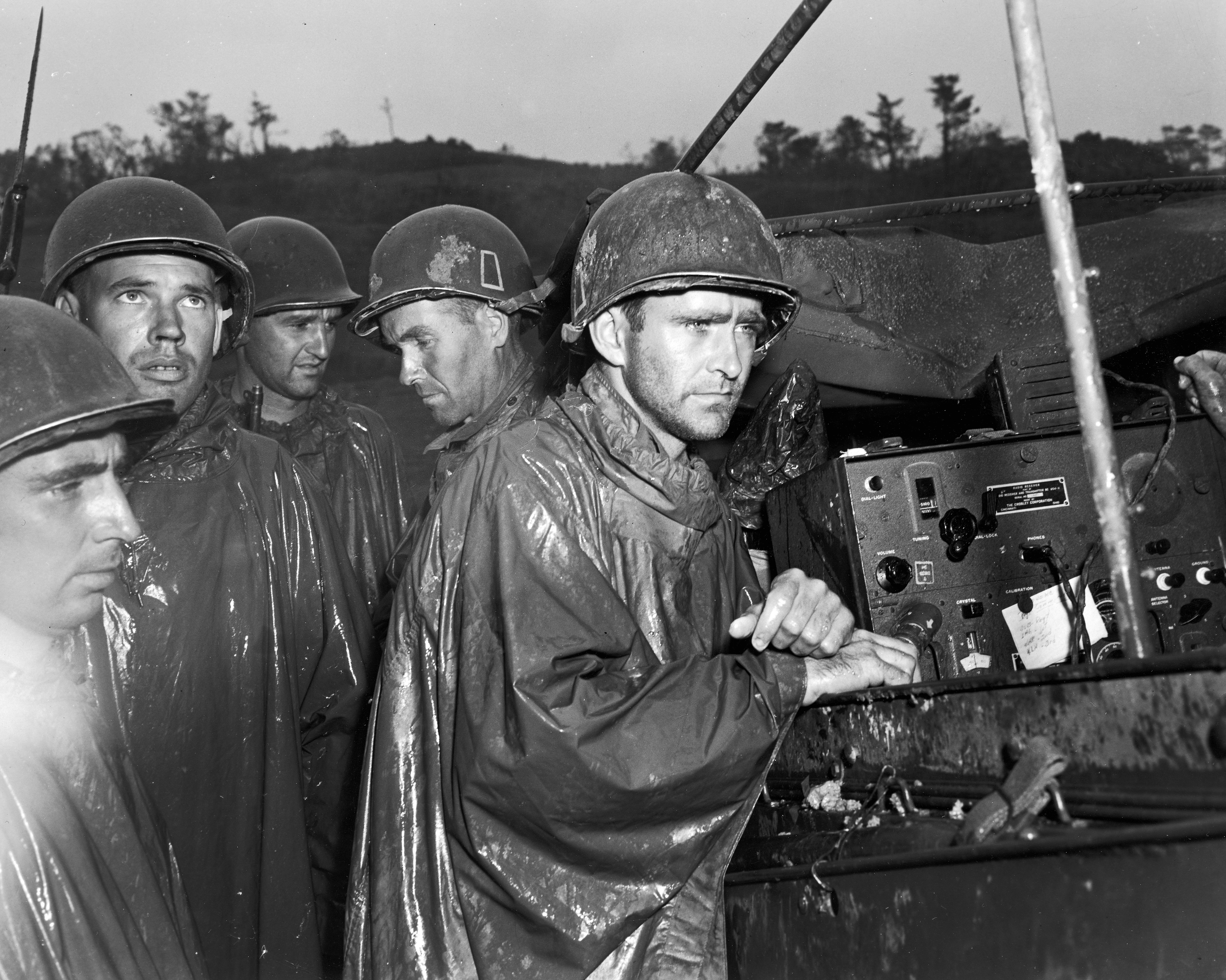
1945年5月8日，美軍第77步兵師的士兵們面無表情地在收音機前收聽第二次世界大戰歐戰勝利日之廣播

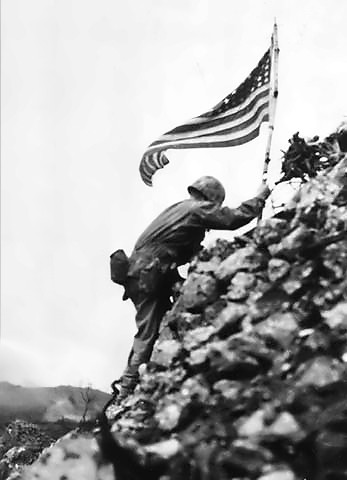
美國海軍陸戰隊第1師第1營營長理查德·羅斯中校在敵軍狙擊火力下，仍勇敢地在首里城的城牆上升起該師旗幟，這幅旗幟在格洛斯特角中首次升起，其後也在貝里琉戰役中升起。

當海軍陸戰隊第6師在向北部進軍時，第24軍轉向沖繩島腰部推進。第96步兵師在沖繩中西部遇到日軍激烈的抵抗，日軍扼守住1號公路以東，首里西北約5英里（8.0公里）的強化防禦處，這裡後來稱為仙人掌嶺。第7步兵師則遭到駐守在Arakachi西南方約1000碼（910公尺）山丘的日軍頑強抵抗，這座山丘日後稱為尖峰。4月8日晚上，第24軍消除了這些抵抗，在戰鬥中共損失了1,500人，但殺死或俘虜日軍大約4,500人。然而這只是艱苦戰鬥的開始，美軍瞭解到這些據點只是首里防線的前哨而已。
美軍的下一個目標是嘉數高地，這裡是兩座山之間的鞍部，成為首里外圍防禦的一部份。此地的日軍據點建設堅固，並且日軍躲在強化的山洞中頑強抵抗；美軍付出了大量死傷才能消滅每個山洞的日軍。日軍還以槍口逼著沖繩平民離開山洞為日軍取得食物和水，致使平民傷亡。
美軍進攻嘉數高地後，日軍司令牛島滿受長勇中將影響下決定反攻，4月12日晚上，日軍第32軍全力反攻，日軍攻勢十分有計劃及準備充分，反攻維持2天，日軍發現美軍防線在晚上易於滲透，但其強大火力令日軍死傷慘重，因此日軍重回其原本防守策略。
美軍第27步兵師在4月9日登陸島上西海岸，霍奇現在有3個步兵師在前線，第96步兵師在中央，第7步兵師在東面，每個師只能前進1.5英里（2.4）。
霍奇在4月19日再次發起進攻，由324門大炮首先發炮，是第二次世界大戰太平洋戰爭中規模最大的。戰艦、巡洋艦及驅逐艦同時轟擊，再後由650架海軍艦載機猛烈轟炸敵人陣地。日軍防守在陡峭之山地上，能使日軍安全地避免美軍之炮火，同時能用彈雨對付登上高地進攻之美軍。
美軍使用坦克攻擊嘉數高地，但由於沒有足夠步兵支援而撤回，損失了22輛坦克。雖然出動了噴火坦克清除日軍防守之山洞，但未能突破防線，第24軍付出了死傷及失踪720人之代價，但如果不是日軍保留大部份力量以防守南部更遠地區及海軍陸戰隊第2師在東南部的湊川海灘登陸以牽制日軍後備力量，傷亡可能更大。
4月底，海軍陸戰隊第1師替代第27步兵師，第77步兵師替代第7步兵師，當海軍陸戰隊第6師到達後，美國海軍陸戰隊第3遠征軍負責右翼戰線，並由第10軍團全面指揮戰事。
日軍於5月4日再次發動反攻，這次牛島滿嘗試在海岸發動兩棲進攻，為支援反攻，日軍出動所有大砲，向美軍陣地發射13,000枚砲彈，當天美軍也實施反砲擊，擊毀了19門日軍大砲，其後2天內再擊毀了另外40門日軍大砲。這次反攻完全失敗。
巴克納在5月11日發起另一次進攻，之後激戰了10天。5月13日，第96步兵師及第763戰車團攻佔圓錐山，這處位於與那原海岸平原476英呎商之高地，是日軍在東面之主要防衛地區，日軍在此地集結大約1,000人防守。同時，海軍陸戰隊第6師攻佔摺鉢山。這2處要點的攻佔標誌著美軍夾擊首里，巴克納希望儘快攻佔首里及消滅日軍防守兵力。
5月底之季風雨令山坡及道路充滿泥濘，部隊在推進及救助傷兵亦很困難，戰況變成了像第一次世界大戰般之陣地戰，士兵在充滿泥濘及雨水的戰壕戰鬥，未埋葬的日軍屍體開始腐爛，浸在泥土中令人作悶，山坡上很容易找到蛆蟲 （页面存档备份，存于）。
5月29日，海軍陸戰隊第1師師長佩羅德·德爾·瓦爾少將麾下的第5陸戰團第1營攻佔首里，攻佔此處在戰略上及心理上對日軍造成打擊，他本身因此獲得海軍特別服務勳章；但此處位於第77步兵師負責的戰區之內，幸而第77步兵師師長及時命令移轉砲口，才使陸戰隊免於自己人的轟炸及砲擊。
無論是計畫設計上或對戰爭謬誤上，巴克納不曾想到日軍會退回到第2條防線防守，這導致戰役最後階段的大規模殺戮，包括數千平民死亡。
沖繩島在1945年6月22日被攻佔，雖然一些日軍繼續戰鬥，包括沖繩縣未來的縣知事大田昌秀。
牛島滿及長勇在戰役之最後階段，在最後一次萬歲衝鋒後，於89高地上的司令部內切腹自盡，八原博通大佐亦請求自盡，但受到牛島滿拒絕，他說：“如果你死去，就沒有人知道沖繩島戰役的真相，記著這個暫時但不能忍受的恥辱，這是你的司令官的命令。”
八原博通是在此戰役中生存下來的日軍最高級軍官，他後來出版了《沖繩決戰－高級參謀之手記》一書。

## 伤亡

### 軍事上的損失

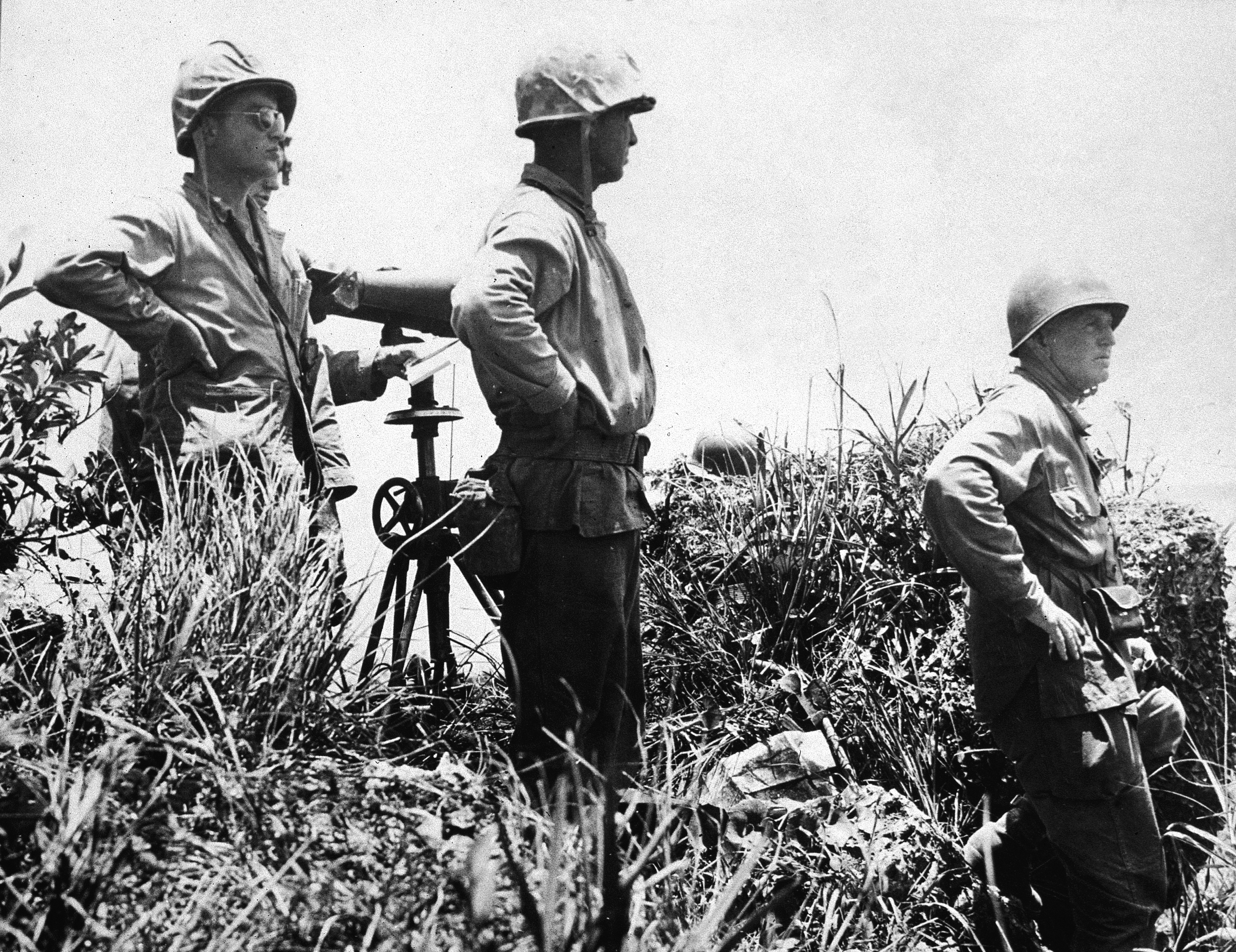
美第10軍團司令巴克納之最後照片

美軍共有超過84,000人傷亡，其中14,000人死亡或失踪，人數是在硫磺島和瓜達爾卡納爾島總和的兩倍之多，這令該戰役是美軍在太平洋戰爭中經歷的最血腥戰鬥，也是第二次世界大戰中第二血腥的戰役，僅次於突出部之役。數千名軍人在戰役稍後間接死亡（本來是傷兵和其他原因），並未計入之前的總數內。其中最著名的陣亡美軍士兵是戰地記者恩尼·派爾，他是在伊江島因為日軍機槍掃射而死。美軍在整個戰鬥中受到有史以來最高的48%傷亡率，其中有超過20,000名士兵因此戰患有神經衰弱，約有14,000人因此退役。
巴克納將軍攻擊日軍防禦正面的決定，儘管證明所費不貲，但最終成功。在戰役結束前4天，巴克納將軍本人於視察前線的部隊時死於日軍炮火，是在戰爭期間陣亡的最高級別美國軍官。翌日另一位將領克勞迪烏斯·米伊斯利准將死於機槍射殺。
盟軍在海上有368艘（其中包括120艘兩棲艦艇）損壞，而另外36艘，包括沖繩作戰中擊沉的15艘兩棲艦艇和12艘驅逐艦。美國海軍的死亡人數超過了受傷人數，有4,907人死亡及4,874人受傷，主要是由於受到神風攻擊，日本共有16艘艦艇沉沒，包括龐大的戰艦大和號。
在陸地上，美軍至少失去了225輛坦克，多輛履帶式登陸車遭到擊毀，而消滅了日軍27輛坦克和743門大砲（包括迫擊砲、反坦克炮和高射炮），其中一些是由於海軍和空軍的轟炸而擊毀。

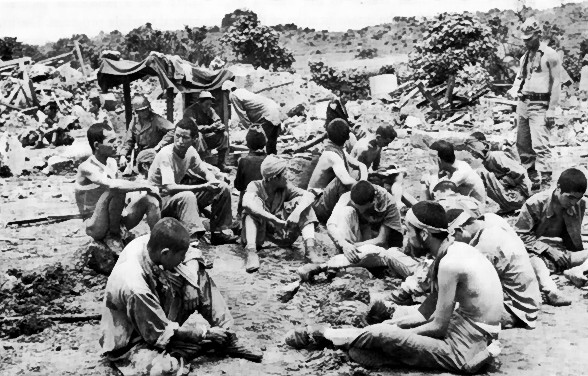
一群日軍俘虜在扣留期間正等候美軍盤問

根據一項統計，日軍大約有107,000名戰鬥人員陣亡及7,400人被俘。一些日軍士兵實行切腹自殺或引爆身上的手榴彈以避免被俘，另外大約有20,000人被活封在他們的洞穴內。
這也是日軍在戰爭中第一場有數千人投降成為戰俘的戰役。在被俘的7400名戰俘中，有許多是不久前才應召入伍參加戰鬥的沖繩本地人，因而沒有充滿其他日軍的不投降主義信條。當美軍佔領該島後，一些日軍取走沖繩平民的衣物，以免成為战俘或前往美軍急救站尋求救助。而美軍和與他們合作的沖繩人則利用一個簡單的方法找出躲藏的日軍士兵。由於沖繩語言與日語大不相同，因此由美國徵用的當地人使用語言來辨識混入平民中的士兵（大部分出身於島外），將那些不懂當地語言的人視為隱藏的日軍，而遭到美軍逮捕。

### 平民傷亡

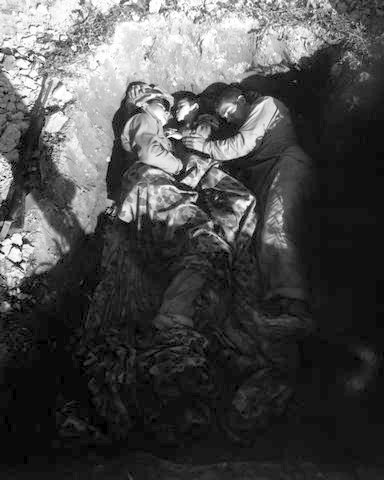
兩名海軍陸戰隊與沖繩的戰爭孤兒一同分享一個散兵坑

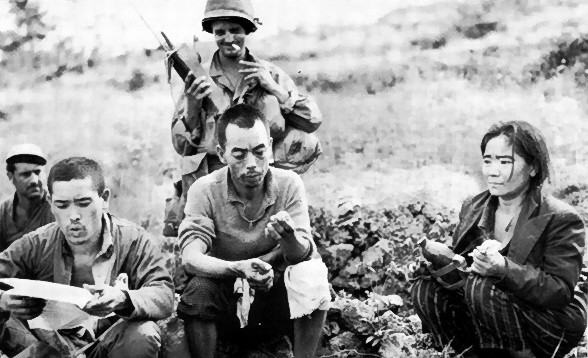
克服沖繩平民的抵抗是得益於宣傳传单，其中一個等待遣送的俘虜正在閱讀宣傳單張

在二戰其它一些發生過的重大戰役的島嶼上（例如在硫磺島），要麼是無人居住，或者是已經提前疏散了平民，因而並未涉及平民。尽管日本政府在冲绳战役前疏散了约10万名老幼妇孺至本土和其他地区，但沖繩仍留有大量平民，1944年即有搭载着疏散学童的对马丸号被美军潜艇击沉。根據不同的估計，介於10%至33%的平民在戰鬥中死亡。沖繩平民在戰事中的損失估計為42,000人和150,000人之間死亡（根據沖繩縣有超過100,000人）。美軍數字顯示戰役中有142,058名平民傷亡，其中包括因炮火、空襲和日軍所徵用而死亡者。
在戰爭的歷史上，沖繩縣和平紀念館展示了美國和日本戰鬥下攻佔沖繩時的情況。在1945年的戰鬥中，日本军人從沖繩居民沒收食物和處死藏匿食物者，这導致了大規模的飢餓；迫使平民离开他們的住所。日軍還处决了約1,000名操不同地方方言的沖繩人以抑制間諜活動。紀念館寫道：「有些人受到炮彈炸傷、一些發現自己陷入了無望的情況而被迫自殺、有的餓死、有的染瘧疾而死，而其他人在日軍撤退時喪命」。有的日軍士兵因為覺得來日無多，還強姦沖繩平民，在6月開始後日軍的強姦「變得普遍」，明確表示日軍已不抱存勝利希望。
隨著美軍即將來臨的勝利，許多平民被日軍要求實行集體自殺而不是向美國投降。日軍告訴當地人說勝利的美軍士兵將進行橫衝直撞的殺戮和強姦。《琉球新報》是沖繩的兩大報紙之一，在2007年寫道：「有很多沖繩人作證說，日軍指示他們自殺。還有一些人也作證說，日軍士兵给他們分发手榴彈（用来炸死自己）」。一些平民經日本宣傳誘導後認為，美軍士兵是野蠻的並將犯下滔天罪行，因而殺害他們的家人和自己以免被俘。其中一些將自己和家人從現時和平紀念館所在的懸崖扔下。
然而儘管日本軍隊告知沖繩人，稱美國人將對他們進行強姦、酷刑和謀殺，但是战后他們「常因敵對的美方給予他們更為人道的對待而感到驚訝」。根據馬克·塞爾登的《群島的不滿：沖繩回應日本和美國的力量》一書的描述，美國人並不如日本軍事官員所警告的，“不奉行酷刑、強姦和殺害平民的政策”。一位軍事情報處的日裔美國人晃人坪田充當美軍的翻譯，說服數以百計的平民不要自殺，因而使他們保住了性命。

## 總結

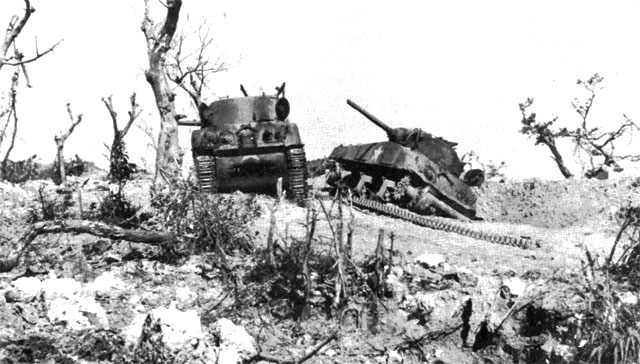
美軍的M4謝爾曼坦克遭遇日軍炮兵阻擊

島上有90%的建築完全摧毀，鬱鬱蔥蔥的熱帶景觀，變成了“一個佈滿泥濘、鉛、腐爛和蛆蟲的廣闊領域”。
沖繩的軍事價值“超出了所有的希望”，沖繩提供了接近日本的一個艦隊錨地、部隊集結地域和機場。戰鬥結束後，美軍實行斑馬行動以消除在周圍水域的地雷，並成立了琉球政府以軍政府的形式佔領沖繩。重要的美軍部隊仍然駐紮在這裡，嘉手納空軍基地仍然是美國在亞洲最大的空軍基地。
一些軍事歷史學家認為，沖繩直接導致對廣島和長崎使用原子彈，並以此為手段的避免對日本本土實施地面入侵。其中一個持有這種突出的看法是維克托·戴維斯·漢森，他在其著作《碧波的戰役》中明確指出：“...由於在沖繩的日本人，包括沖繩原居民，如此激烈的抵抗防禦戰（即使遭到切斷，及沒有補給品），而且因為傷亡如此之高，許多美國戰略家尋找替代直接入侵日本本土外的手段。原子彈的出現是令人欽佩的，迫使日本人投降，而沒有美國人傷亡。諷刺的是，美國傳統的火攻轟炸日本各大城市（尤其是在入侵沖繩前實施了數個月）比原子彈遠遠更有效地殺害平民，如果美軍只是繼續或擴大轟炸，日本可能已經投降。不過炸彈是一個顯示美國強大力量的標誌，和日本投降，避免入侵日本本土。”
在1945年溫斯頓·丘吉爾稱該戰役“是軍事歷史上最激烈及著名的。”

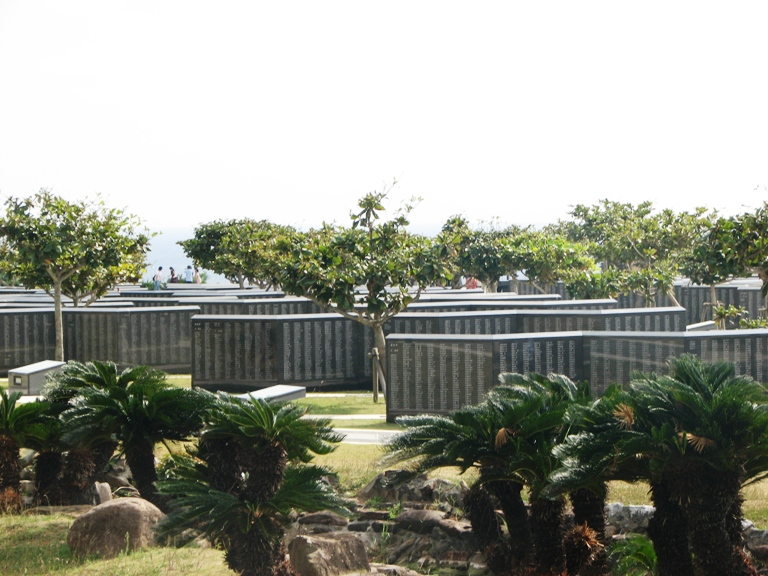
和平的基石紀念各國在沖繩島戰役中所有軍事人員和平民的名字

1995年沖繩政府在摩文仁立碑命名和平的基石，該地是沖繩島東南部最後的戰場。紀念館列出了所有在戰鬥中死亡的已知外國和日本軍人及平民名字。截至2008年6月為止，它共列出了240,734人的名字。

## 自殺命令爭議

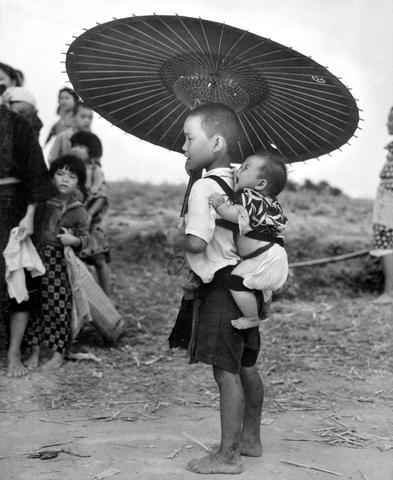
1945年的沖繩居民

沖繩當地政府和日本政府對日本軍方在戰鬥中迫令平民集體自殺的行為意見分歧。2007年3月日本文部科學省呼籲出版商改寫描述說，陷入困境的日本帝國軍隊由於強迫平民在戰事中自殺，因此他們不會為美軍所俘。文部科學省的首選說明僅僅說，平民收到來自日軍的手榴彈。
此舉在沖繩人當中引發了廣泛的抗議活動。2007年6月沖繩地區各縣大會通過一項決議說：「我們強烈呼籲（國家）政府收回指示，立即恢復教科書中的描述，使沖繩島戰役真相，就會正確傳遞，悲慘的戰爭將不會再發生」。
在战后著名的家永教科书诉讼中，关于冲绳战役中是否存在强迫集体自杀，也是审判的焦点问题之一。
在2007年9月29日約110,000人舉行在沖繩的歷史上最大規模的政治集會，要求文部科學省收回其對教科書出版商修改有關平民自殺內容的命令。該決議指出：“一個不可否認的事實是沒有日本軍隊的參與，『集體自殺』就不會發生，任何刪除或修改（描述）是對很多在該事件中的倖存者證詞的拒絕和失真」。
在2007年12月26日文部科學省的部分承認日本軍方在平民集體自殺所起的作用。該部的教科書編撰會允許出版商以恢復引用平民“是日軍逼迫下集體自殺的”為內容。「可以說，該委員會的報告指出，從（沖繩居民）的觀點看，他們是被迫進入集體自殺」。這就是雖然沒有足夠的倖存者說，重要的是今天的兒童知道到底發生了什麼。
諾貝爾獎獲獎作者大江健三郎寫了一本小冊子，其中指出，集體自殺的命令是由參加該戰役的日軍下達的，他遭到修正主義者起訴，包括該戰役的指揮官提出反駁及希望阻止這本小冊子出版。法庭於2007年11月9日進行聆訊，大江作證說：“沖繩島上之居民被迫集體自殺根據日本的等級社會結構進行，這貫穿日本整個國家、日本軍隊和當地駐軍」。在2008年3月28日在大阪府法院裁定，贊成大江的說話說：“可以說，軍方深入參與了集體自殺。”法院承認軍隊參與了集體自殺和謀殺後自殺，理由是士兵分發手榴彈自殺的事實和在沒有駐紮日本軍隊的島嶼上沒有集體自殺記錄的事實。

## 相关作品

### 电影
- 激動的昭和史 沖繩決戰（1971年）
- 男人們的大和（2005年）
- 鋼鐵英雄（2016年）
- 驅逐艦（計劃中）

### 电視劇
- 太平洋戰爭(The Pacific)（HBO，2010年）

### 引用
1. ↑  Sloan 2007，第18頁
2. ↑  Keegan, John. . Penguin. 2005. ISBN 978-0143195085.
3. ↑  Hastings 2008，第370頁
4. ↑  . Historical Section, Division of Public Information, U.S. Marine Corps.   [2010-05-07]. （原始内容存档于2010-04-13）.
5. ↑  .   [2007-10-03]. （原始内容存档于2018-12-16）.
6. ↑  .   [2010-11-20]. （原始内容存档于2008-03-28）.
7. ↑  John Toland, The Rising Sun: The Decline and Fall of the Japanese Empire 1936-1945, Random House, 1970, p. 713
8. ↑  John Toland, ibid, p. 711；原文：这样一个如此地与我们西方哲学所背离的场景，它所带来的是一种催眠般的入迷。我们不像是攻击的受害者，倒像是怀着某种冷漠恐惧的目击者，以观看一幕令人惊叹的奇观的心情，目睹每一架神风飞机下冲。那一刻我们忘了自己，惟在思绪着天上的那一个人是怎样的心态。
9. ↑  Hastings (2007), p. 401.
10. ↑  John Toland, ibid, p. 723
11. ↑  .   [2009-10-08]. （原始内容存档于2010-05-27）.
12. ↑  .   [2009-10-08]. （原始内容存档于2009-12-03）.
13. ↑  .   [2007-10-03]. （原始内容存档于2020-04-05）.
14. ↑  Reid, Chip. "Ernie Pyle, trail-blazing war correspondent—Brought home the tragedy of D-Day and the rest of WWII" （页面存档备份，存于）, NBC News, June 7, 2004. Accessed April 26, 2006.
15. ↑  The Amphibians Came to Conquer （页面存档备份，存于） from Hyperwar （页面存档备份，存于）.
16. ↑  History Learning Site: The Battle of Okinawa （页面存档备份，存于）.
17. ↑  Huber, Thomas M. . Leavenworth Papers. United States Army Command and General Staff College. May 1990  [2008-05-09]. （原始内容 (mdy)存档于2009年12月30日）.
18. 1 2  GlobalSecurity.org
19. 1 2 3  The Basic Concept of the Okinawa Prefectural Peace Memorial Museum （页面存档备份，存于）.
20. ↑  1945 suicide order still a trauma on Okinawa （页面存档备份，存于）, IHT, June 21 2005.
21. ↑  Appleman, Roy E. . United States Army in World War II. Washington DC: United States Army Center of Military History. 1948: 462  [2009-10-08]. （原始内容存档于2009-09-26）.
22. ↑  , New York Times,   [2009-10-08], （原始内容存档于2011-11-12）
23. ↑  Molasky, Michael S., : 16,   [2009-10-08], （原始内容存档于2013-06-16）
24. ↑  Molasky, Michael S.; Rabson, Steve, : 22,   [2009-10-08], （原始内容存档于2013-06-17）
25. ↑  Sheehan, Susan D; Elizabeth, Laura; Selden, Hein Mark, : 18
26. ↑  Military Intelligence Service Research Center: Okinawa （页面存档备份，存于）.
27. ↑  Defiant soldier saved lives of hundreds of civilians during Okinawa battle （页面存档备份，存于）, April 1, 2005.
28. ↑  .   [2009-10-09]. （原始内容存档于2011-08-19）.
29. ↑  .   [2008-02-26]. （原始内容存档于2007-12-04）.
30. ↑  The Cornerstone of Peace 的存檔，存档日期2012-06-06.
31. ↑  Okinawa is promised reduced base burden Archive.today的存檔，存档日期2012-06-29, The Japan Times, June 24, 2008
32. ↑  Okinawa slams history text rewrite Archive.today的存檔，存档日期2012-06-04, Japan Times, June 23, 2007
33. ↑  "110,000 protest history text revision order" Archive.today的存檔，存档日期2012-06-29, The Japan Times, September 30, 2007.
34. ↑  Japan to amend textbook accounts of Okinawa suicides （页面存档备份，存于） Herald Tribune, December 26, 2007
35. ↑  Texts reinstate army's role in mass suicides: Okinawa prevails in history row Archive.today的存檔，存档日期2012-06-29 Japan Times, December 27, 2007
36. ↑  Okinawa's war time wounds reopened （页面存档备份，存于） BBC News, 17 November 2007
37. ↑  Japan Times, September 12, 2007, Witness: Military ordered mass suicides Archive.today的存檔，存档日期2012-06-29
38. ↑  Oe testifies military behind Okinawa mass suicides Archive.today的存檔，存档日期2012-06-29, Japan Times, November 10, 2007
39. ↑  Court sides with Oe over mass suicides Archive.today的存檔，存档日期2012-06-29, Japan Times, March 29, 2008